# Bai Langning
Bai Langning (Songyuan, 17 de abril de 2002) es un jugador de snooker chino.

## Biografía
Nació en la ciudad china de Songyuan en 2002. Es jugador profesional de snooker desde 2019, aunque se cayó del circuito profesional y tuvo que recuperar su plaza. No se ha proclamado campeón de ningún torneo de ranking, y su mejor clasificación hasta la fecha llegó en la Championship League de 2021, donde quedó entre los ocho mejores. Tampoco ha logrado hilar ninguna tacada máxima, y la más alta de su carrera está en 136.
En diciembre de 2022, la World Professional Billiards and Snooker Association lo suspendió y lo expulsó temporalmente del circuito profesional al ser objeto de interés de una investigación por amaño de partidos en la que estaban involucrados varios jugadores chinos.